# Geraesta bilobata
Geraesta bilobata là một loài nhện trong họ Thomisidae.
Loài này thuộc chi Geraesta. Geraesta bilobata được Eugène Simon miêu tả năm 1897.